# Protect the Land/Genocidal Humanoidz
"Protect the Land/Genocidal Humanoidz" é um single da banda System of a Down. Foi lançado pela Columbia Records em 6 de novembro de 2020 para aumentar a conscientização e arrecadar fundos para a Armênia e Artsaque em meio aos Confrontos no Alto Carabaque em 2020. É o primeiro lançamento da banda em 15 anos desde seu quinto álbum de estúdio Hypnotize (2005).

## Histórico e lançamento
"Protect the Land" foi escrita pelo guitarrista e segundo vocalista da banda Daron Malakian em 2018 junto com outra música sobre as tensões em torno de Artsaque chamada "Lives" para seu segundo álbum solo, Dictator . No final de setembro de 2020, depois que a nova guerra estourou entre a Armênia, Artsaque e o Azerbaijão na disputada região de Nagorno-Karabakh, os membros da banda começaram a usar suas plataformas para aumentar a conscientização sobre o assunto. O vocalista da banda, Serj Tankian, cujo avô sobreviveu ao Genocídio Armênio de 1915, disse ao The Fader que há "alta probabilidade de Genocídio contra Armênios" em Artsaque pelo Azerbaijão com o apoio da Turquia . Tankian doou US $ 250.000 para o Fundo Armênia e também participou de um concerto online de arrecadação de fundos chamado "Rock for Artsakh" em outubro.
Em 6 de novembro de 2020 foi lançado para download digital e streaming. A arte da pista apresenta a bandeira da República de Artsaque e o monumento Somos nossas Montanhas em sua capital, Estepanaquerte . Isso marca o primeiro lançamento da banda em 15 anos, desde seu quinto álbum de estúdio Hypnotize de 2005 no topo das paradas. O baixista Shavo Odadjian disse que “foi um prazer para nós estarmos juntos no estúdio novamente, muito reconfortante e natural, como se nenhum tempo tivesse passado”. Poucos dias depois de decidir pela gravação, cada músico começou a arranjar sua própria parte - Tankian desenvolveu suas harmonias para “Protect the Land” enquanto ainda estava na Nova Zelândia, onde vive meio período - e o cantor voou para Los Angeles em 11 de outubro para se juntar a todos no estúdio. Eles terminaram de rastrear os cortes naquela semana. Em um comunicado oficial divulgado em seu site após a estreia dos singles, a banda disse;
"Nós, como System Of A Down, acabamos de lançar novas músicas pela primeira vez em 15 anos. O momento de fazer isso é agora, pois juntos, nós quatro temos algo extremamente importante a dizer como uma voz unificada. Essas duas músicas, “Protect The Land” e “Genocidal Humanoidz” falam de uma guerra terrível e séria sendo perpetrada em nossas pátrias culturais de Artsakh e Armênia.

Estamos orgulhosos de compartilhar essas músicas com você e esperamos que goste de ouvi-las. Além disso, encorajamos você a ler para aprender mais sobre suas origens e, assim que o fizer, espero que você se sinta inspirado a falar sobre as terríveis injustiças e violações dos direitos humanos que ocorrem lá agora. Mais importante e urgente, nós humildemente imploramos que você doe, em quantias pequenas ou grandes, para ajudar os adversamente afetados com o que são cada vez mais relatos de crimes contra a humanidade. "

### Historial de lançamento
| Região  | Data             | Formatos                      | Gravadora | Referências |
| Various | November 6, 2020 | Digital download streaming LP | Columbia  | [ 8 ] [ 9 ] |

## Videoclipe
O videoclipe de "Protect the Land", dirigido por Ara Soudjian e Shavo Odadjian, foi carregado no canal da banda no YouTube em 6 de novembro de 2020.  Ele apresenta imagens de soldados armênios na linha de frente, bem como fotos da banda com projeções de algumas das filmagens de Odadjian sobrepostas em seus rostos, semelhante ao vídeo “ Toxicity ” da banda.
Ao falar sobre o conceito do vídeo, Odadjian disse; "Eu trouxe todos de todas as idades. Temos bebês, meus dois filhos, o sumo sacerdote de LA, médicos, motoristas de táxi e soldados no vídeo. Ao mesmo tempo, temos pessoas na Armênia em Artsakh filmando na linha de frente da guerra em andamento. Portanto, a mensagem é: "Sei que estamos a milhares de quilômetros de distância, mas estamos com nossas tropas e defendemos essa causa comum como armênios"